# Rvati
Rvati es un pueblo ubicado en el municipio de Obrenovac, en Belgrado, Serbia.

## Superficie
Posee una superficie de 3,760 kilómetros cuadrados.

## Demografía
Hasta 2022 la población era de 2960 habitantes, con una densidad de población de 787,3 habitantes por kilómetro cuadrado.